# Colette (film)
Colette je česko-slovensko-nizozemský film režiséra Milana Cieslara z roku 2013 natočený podle románu Arnošta Lustiga Colette, dívka z Antverp, který vypráví milostný příběh z prostředí koncentračního tábora v Osvětimi.
Film byl natočen v angličtině a češtině.
Film v roce 2013 v českých kinech vidělo 70 561 diváků.

## Obsazení
| Jiří Mádl         | Vili Feld                 |
| Clémence Thioly   | Colette Cohenová          |
| Andrej Hryc       | kápo Fritz                |
| Jeremi Durand     |                           |
| Eric Bouwer       | velitel tábora Weissacker |
| Zuzana Mauréry    | kápo Broderová            |
| Ondřej Vetchý     | Elli                      |
| Michal Dlouhý     | Hermann                   |
| Petr Vaněk        | Stein                     |
| Ivan Franěk       | Gerard                    |
| Pavel Rímský      | Izák                      |
| Ondrej Kovaľ      |                           |
| Miroslav Táborský | Polák na revíru           |
| Václav Chalupa    | blokový                   |
| Helena Dvořáková  | kápo Kordula              |
| David Suchařípa   | Karpinski                 |
| Barbora Kodetová  | Yvete Mc Caine            |
| Emma Smetana      | Hannah                    |

## Recenze
- František Fuka, FFFilm, 5. září 2013
- Kamil Fila, Respekt 9. září 2013: s. 51
- Mirka Spáčilová, iDNES.cz, 12. září 2013
- Jan Gregor, Aktuálně.cz, 16. září 2013